# Із-за гаю сонце сходить…
«Із-за гаю сонце сходить…» — вірш Тараса Шевченка, написаний ним 1848 року на Косаралі.

## Написання і публікація
Збереглося кільк чистових автографів вірша: автограф у «Малій книжці» і автограф у «Більшій книжці». Автографи не датовано.
Вірш датується дослідниками за місцем автографа у «Малій книжці» серед творів 1848-го та часом зимівлі Аральської описової експедиції в 1848 — 1849 роках на Косаралі, орієнтовно: кінець вересня — грудень 1848-го, місце написання — Косарал.
Найраніший відомий текст — чистовий автограф у «Малій книжці», до якої Шевченко переписав вірш під № 39 у восьмому зшитку за 1848 рік наприкінці 1849-го чи на початку 1850 року (до арешту 23 квітня) з невідомого ранішого автографа. У 1858 році, не раніше 18 березня і не пізніше 22 липня, Шевченко заніс до «Більшої книжки» текст вірша зі змінами в кількох рядках.
Найімовірніше, з «Малої книжки» твір було переписано до рукописного списку невідомої особи з окремими виправленнями Шевченка кінця 1850-х років, що належав Л. М. Жемчужникову і не зберігся. Деякі відміни цього списку подав О. Я. Кониський. Зафіксовані ним варіанти збігаються з текстом «Малої книжки», проте в останній їх більше.

## Публікація
Вперше вірш надруковано за «Більшою книжкою» з неточністю у рядку 10 («А з яру та лісу» замість «А з яру та з лісу») у виданні: «Кобзарь Тараса Шевченка / Коштом Д. Е. Кожанчикова» (СПб., 1867 рік, стор. 472) і того ж року — у книжці: «Поезії Тараса Шевченка» (Львів, 1867 рік, том 2, стор. 238). 

## Сюжет
Вірш є баладою в народнопісенному дусі з яскравим антикріпосницьким спрямуванням. Тут, як і в багатьох інших творах («Не спалося, — а ніч, як море», «Марина» тощо), Шевченко порушував тему збезчещеної паном дівчини-кріпачки. 

## Музика
Музику до вірша писали Я. С. Степовий, Б. М. Лятошинський, В. П. Рибальченко.